# Ali Soufan
Ali H. Soufan (Libano, 1971) è uno scrittore ed ex agente dell'FBI statunitense.
Soufan è noto per essere stato coinvolto in una serie di casi di antiterrorismo di alto profilo sia negli Stati Uniti che in vari paesi del mondo. Un articolo del "New Yorker" del 2006 descriveva Soufan come l'agente che fu più vicino di chiunque altro a prevenire gli attacchi dell'11 settembre e sottintendeva che ci sarebbe riuscito se la CIA avesse condiviso con lui informazioni di cui era in possesso: si è dimesso dall'FBI nel 2005 dopo avere denunciato la questione pubblicamente. Nel 2005, Soufan ha pubblicato un libro di memorie che comprende alcuni retroscena storici su al-Qaida. Nel 2017 ha pubblicato Anatomy of Terror: From the Death of Bin Laden to the Rise of the Islamic State. È l'amministratore delegato di The Soufan Group e fondatore di The Soufan Center, organizzazione senza scopo di lucro per la ricerca, l'analisi e il dialogo strategico relativo ai problemi di sicurezza globale e alle minacce emergenti. 

## Biografia
La famiglia di Soufan è musulmana sunnita. Dopo l'infanzia trascorsa in Libano, è emigrato con la famiglia negli Stati Uniti. Ha conseguito una doppia laurea alla Mansfield University of Pennsylvania nel 1995 in scienze politiche e in studi internazionali, con specializzazione in antropologia e studi culturali.
Nel 1999, Soufan è stato chiamato in Giordania per indagare sui possibili siti presi di mira dai terroristi in quello che fu definito "Millennium Bomber", una serie di attentati in occasione delle celebrazioni per il nuovo millennio previsti in vari paesi. Qui ha scoperto una scatola di documenti consegnati da funzionari dell'intelligence giordana alla CIA. La scatola, abbandonata sul pavimento di un ufficio della CIA, conteneva mappe che mostravano i siti presi di mira dagli attentatori di al-Qaida. La sua scoperta "ha messo in imbarazzo la CIA", secondo un suo profilo pubblicato sul New Yorker nel 2006.
Nel 2000, Soufan, che a New York era l'unico agente del FBI a parlare arabo, ha diretto le investigazioni sull'attentato alla nave americana USS Cole attuato dai seguaci di Osama bin Laden con una piccola barca in vetroresina imbottita di esplosivo.  Quando gli fu data una trascrizione degli interrogatori di Fahd al-Quso, un seguace di al-Qaida che doveva filmare l'esplosione, ma che tuttavia non lo aveva fatto ed era fuggito ma era poi stato catturato, Soufan notò un riferimento a un afghano con una gamba finta di nome "Khallad", che lui ricordava con il nome di Walid bin 'Attash; quel particolare diede modo all'FBI di rintracciare Abd al-Rahim al-Nashiri, uno dei capi di al-Qaida nel golfo Persico, organizzatore dell'attacco e di altri attentati. Da qui, Soufan scoprì come si fosse svolto un summit di terroristi in Malaysia che aveva preparato vari attentati contro gli Stati Uniti, le sue ambasciate e i suoi mezzi militari.
Dopo gli attacchi dell'11 settembre 2001 al World Trade Center, Soufan, inviato nello Yemen per investigare sui possibili mandanti degli attentati, trovò informazioni che erano state tenute nascoste per mesi dalla CIA, come per esempio il fatto che gli attentatori erano già negli stati Uniti da più di un anno. Ottenne tali informazioni dai fiancheggiatori dei terroristi e da alcuni stessi binladenisti discutendo sul Corano, senza alcuna tortura sui prigionieri, con tipi di Interrogatorio tradizionale. Solo in seguito ai suoi interrogatori, e alle preziose rivelazioni così ottenute riguardo ai mandanti degli attentati, fu proibito a Soufan e agli altri agenti dell'FBI di parlare coi prigionieri: è stato accertato che poi la CIA esercitò su di loro tipi di interrogatori condotti con tecniche cosiddette "avanzate" (Enhanced Interrogation Techniques). Soufan si dimise nel 2005 dall'FBI criticando aspramente tali metodi.
Soufan è stato insignito del Director of the FBI's Award for Excellence in Investigation e del Respect for Law Enforcement Award.

### Testimonianze al Senato degli Stati Uniti
Il 14 maggio 2009, Soufan ha testimoniato davanti alla commissione giudiziaria del Senato USA per l'udienza sulle torture subite dai prigionieri legati agli attentati di al-Qaida durante l'amministrazione Bush, sostenendo l'inutilità dei metodi di interrogatorio che facevano uso della violenza e che ricorrere a questi ultimi era un errore costoso proprio in una situazione che era stata e restava troppo rischiosa per usare "metodi di interrogatorio dilettantistici, in stile hollywoodiano, che in realtà contaminano le fonti, mettono a rischio i risultati". Secondo Soufan il ricorso alle torture è stato uno dei peggiori errori nella lotta ad al-Qaida.

## Nella cultura popolare
Nella miniserie di Hulu The Looming Tower (2018), basata sul libro di Lawrence Wright, The Looming Tower: Al-Qaeda and the Road to 9/11  in cui sono narrati i fatti che portarono agli attentati al World trade Center, e al suo ruolo nella vicenda, Soufan è interpretato dall'attore Tahar Rahim.  Nel film del 2019 The Report, è interpretato da Fajer Al-Kaisi.

## Opere
- Ali H. Soufan e Daniel Freedman, الرايات السود : ملاحقة القاعدة من الداخل / al-Rāyāt al-sūd: mulāḥaqat al-Qāʻidah min al-dākhil, شركة المطبوعات للتوزيع والنشر،, The Publications Company for Distribution and Publishing, Bayrūt, Lubnān. 2005
  - The Black Banners: The Inside Story of 9/11 and the War Against al-Qaeda, London, New York, W.W. Norton & Company, 2011 ISBN 9780393079425
- Anatomy of Terror: From the Death of Bin Laden to the Rise of the Islamic State, W W Norton & Co Inc., ISBN 0393355888
- Ali H. Soufan e Daniel Freedman, The Black Banners- Declassified: How Torture Derailed the War on Terror After 9/11, W.W. Norton & Company, New York, 2020, ISBN 1846145023